# Agassizodus
Agassizodus is een geslacht van uitgestorven eugeneodonte Holocephalia uit het Carboon. Het behoort tot de familie Helicoprionidae, die soms Agassizodontidae wordt genoemd. Net als andere leden van zijn familie, bezat het een symphyseale tandenkrans, die waarschijnlijk aanwezig was aan het uiteinde van de onderkaak en geassocieerd was met laterale plettende tandplaten. De typesoort Agassizodus variabilis heette oorspronkelijk Lophodus variabilis, totdat werd vastgesteld dat de naam Lophodus al bezet was.
Agassizodus variabilis was oorspronkelijk gebaseerd op tandfragmenten uit het Pennsylvanien van Illinois, maar de auteurs die het geslacht benoemden (St. John en Worthen, 1875) verwezen ook naar een enorme kaak uit Osage County (Kansas). De kaak van Osage deelde enkele overeenkomsten met tandenkransen uit het gebied, die later werden beschreven door Eastman (1902). Eastman concludeerde dat de tandenkransen en de kaak toebehoorden aan Campodus, dus hernoemde hij Agassizodus variabilis tot Campodus variabilis. Andere auteurs zijn het daar niet mee eens, met het argument dat de Eastman-exemplaren en de Osage-kaak noch Agassizodus of Campodus vertegenwoordigen, maar eerder een geheel nieuw geslacht.